# Машинно-технологичен факултет (ТУ, София)
Машинно-технологичен факултет е основно звено в Техническия университет в София.
МТФ подготвя специалисти в областта на машиностроенето и технологиите със самочувствието на родоначалник на техническото образование в България.
От първата учебна 1945/1946 година са подготвени хиляди инженерни кадри, намерили професионална реализация както в промишлените предприятия в България, така и в много други страни по всички континенти. МТФ е бил винаги и водещ национален център в областта на научно изследователската и приложната дейност.
В структурата на МТФ са включени три катедри – „Материалознание и технология на материалите“, „Технология на машиностроенето и металорежещи машини“ и „Теория на механизмите и машините“, три научно изследователски лаборатории – „Симулационно моделиране в индустрията“, „Екологични технологии и управление“ и „CAD, CAM, CAE в индустрията“, както и звено „Учебна практика“.